# Deena Hinshaw
Deena Hinshaw est une médecin canadien. Le 28 janvier 2019, elle est nommée médecin hygiéniste en chef de la province de l'Alberta au Canada, poste qu'elle occupe en 2020. Du début de la pandémie de Covid-19 au Canada, elle a fait un rapport quotidien public de la situation pour cette province. À partir de la mi-2021, elle fait un rapport à l'occasion sur l'évolution des infections à la COVID-19.

## Biographie
Deena Hinshaw est née à Yellowknife, dans les Territoires du Nord-Ouest au Canada, et a grandi à Sylvan Lake en Alberta, toujours au Canada. Elle complète sa formation de niveau secondaire à l'école H.J. Cody High School en 1993 et termine valedictorian de sa promotion. Elle a complété son BA en médecine à l'Augustana University College (en) (Camrose, Alberta), puis complété sa résidence en médecine familiale et communautaire à l'université de l'Alberta. 
En 2008, elle obtient une maîtrise en santé publique de l'université de l'Alberta, tout en complétant une résidence en médecine de la santé publique et prévention.
Le 28 janvier 2019, elle est nommée médecin hygiéniste en chef (MHC) de l'Alberta, poste supervisé par le ministre adjoint à la Santé. Le MHC peut directement interpeler le ministère de la Santé albertaine en cas d'urgence sanitaire ou toute autre situation extraordinaire.
Pendant la pandémie de Covid-19 au Canada, Hindshaw fait régulièrement des apparitions publiques à Edmonton (capitale de l'Alberta) puisque le premier cas d'infection à la Covid-19 est déclaré dès le 5 mars 2020. 
Elle conseille également le premier ministre de l'Alberta Jason Kenney, ainsi que l’Emergency Management Cabinet Committee,,, (littéralement, Comité d'urgence et de gestion du cabinet).
Le 17 mars 2020, sur recommandation de Hinshaw, le premier ministre de l'Alberta Premier Jason Kenney déclare l'état d'urgence sanitaire selon les termes de la Public Health Act (PHA, loi sur la Santé publique),.
En septembre 2020, elle est critiquée pour la décision d'autoriser les élèves à retourner à l'école.
Le 26 novembre 2020, elle manifeste son mécontentement à la suite de la fuite d'enregistrements confidentiels où elle exprime sa position avec chaleur sur certaines propositions dans le cadre de réunions de travail avec des hauts fonctionnaires et des représentants du gouvernement de l'Alberta. Elle rappelle qu'elle propose des mesures, mais qu'il revient aux élus de décider de leur application. Un professeur universitaire albertain indique que la fuite est peut-être une façon d'exprimer un désaccord sur la façon dont les décisions sont prises ou d'exprimer qu'il y a violation de la loi.
Le 7 décembre, elle déclare que la province devrait ajouter de nouvelles mesures pour protéger le système de santé albertain. Le lendemain, le premier ministre de l'Alberta, Jason Kenney, impose de nouvelles mesures, dont fermeture de plusieurs types de commerces, interdiction des rassemblements, restrictions sur l'affluence dans les centres d'achats et les lieux de cultes. 
À la mi-avril 2021, elle soutient l'usage du vaccin AZD1222 contre la Covid-19, malgré les très faibles risques de développer  une thrombose. En effet, les « chances de développer une thrombose après la vaccination sont estimées entre 1 sur 100 000 et 1 sur 250 000. », alors qu'« un quart des personnes hospitalisées à cause de la COVID-19 risquent de développer un caillot ». 
Elle maintient un compte Twitter, qui est suivi par plus de 115 000 personnes en décembre 2020.
À la fin juillet 2021, elle fait un rapport sur l'évolution des infections par la COVID-19 en Alberta. Elle annonce que la province envisage de supprimer « la plupart des exigences sanitaires relatives à l'isolement et aux tests de la COVID-19 ». Elle ajoute que le gouvernement albertain souhaite modifier ses « politiques de quarantaine, d’isolement et autres mesures liées à la maladie à celles des autres virus respiratoires ». Ces changements sont la conséquence de la diminution du pourcentage d'infections à la COVID-19, l'immense majorité apparaissant chez les personnes qui ne sont pas vaccinées et le taux de double vaccination est de 64,3 %. Toujours à la fin de juillet 2021, plusieurs spécialistes craignent néanmoins qu'une 4e vague ne frappe la province, car des « experts en santé albertains s'inquiètent que les cas de COVID-19 touchent en priorité les personnes non vaccinées qui sont encore 1,5 million dans la province ».
Le 28 juillet 2021, le gouvernement de l'Alberta annonce une levée presque complète des restrictions en lien avec la pandémie de COVID-19 qui sévit dans cette province, même si cette décision est critiquée. Au début d'août 2021, Deena Hinshaw indique que le gouvernement anticipe une augmentation du nombre d'infections, avec un sommet au début de l'automne et juge que le système hospitalier ne sera pas surchargé.
À la mi-septembre 2021, elle admet que le gouvernement albertain a eu, vers la fin de juin 2021, une perception trop optimiste de la situation sanitaire dans la province. À la fin décembre 2021, devant la plus grande transmissibilité du variant Omicron du SARS-CoV-2 (comparativement à d'autres variants), elle demande aux Albertains de rester à la maison dans le but de réduire la vitesse de propagation de la COVID-19. Elle anticipe également que le nombre d'hospitalisations en Alberta va augmenter dans les prochains mois.

## Dans la culture
Selon le quotidien canadien Global News, Hinshaw est « une figure de confiance pour les Albertains [...] en présentant calmement les faits au fur et à mesure que les cas, et non les décès, de COVID-19 sont confirmés dans la province »,.
CBC News publie le 19 mars 2020 une nouvelle de la division anglophone de La Presse canadienne qui rapporte qu'il y a une demande pour la « robe à demi-manches gris anthracite marquée d'un dessin du tableau périodique des éléments » que porte Hinshaw le 17 mars 2020 lors de son point de presse quotidien à Edmonton. Cette robe est fabriquée par l'entreprise canadienne Smoking Lily. L'article rapporte un gazouillis de Twitter : « L'Alberta a une héroïne populaire. Elle est calme, claire, énergique. Et elle porte le tableau périodique lorsqu'elle donne des informations. C'est merveilleux. »

### Citations originales
1. ↑  (en) « trusted face for Albertans [...] calmly delivering the facts as cases, not deaths, from COVID-19 are confirmed in the province »
2. ↑  (en) « charcoal grey half-sleeve dress emblazoned with the periodic table of elements »
3. ↑  (en) « Alberta has a folk hero. She's calm, clear, forceful. And she wears the periodic table while she delivers information. It's wonderful. »